# ハンス・コラー
ハンス・コラー（Hans Koller、1921年2月12日 - 2003年12月21日）は、オーストリアのジャズ・テナー・サクソフォーン奏者、バンドリーダー。
コラーは、1936年から1939年までウィーン大学に通い、1940年から1946年まで軍隊に勤務した。第二次世界大戦後、ウィーンに戻り、ウィーンのホット・クラブで演奏した。1950年にはドイツに移住し、そこで小規模なアンサンブルを結成した。1950年代、フレディ・ブロックシーパー、アルベルト・マンゲルスドルフ、ユタ・ヒップ、ディジー・ガレスピー、ビル・ルッソ、リー・コニッツ、スタン・ケントン、エディ・ソーター、ベニー・グッドマン、アッティラ・ゾラー、オスカー・ペティフォード、ケニー・クラーク、ウェス・モンゴメリー、マーシャル・ソラール、ジミー・プラットと共演。1958年から1965年まで、ハンブルクのNDRジャズ・ワークショップを指揮し、1970年にウィーンへと戻った。その後、すぐに自身のアンサンブル、フリー・サウンドを結成し、10年後にはインターナショナル・ブラス・カンパニーで演奏した。
演奏家、バンドリーダーとしての活動に加えて、コラーは作曲も行った。彼のオリジナル作品の中には、1968年に完成した『New York City』というタイトルのバレエがある。また、コラーは抽象画家としても認められていた。

## トリビュート
2018年、アッパー・オーストリア・ジャズ・オーケストラが、「In the Spirit of Hans Koller」というタイトルのライブ・パフォーマンスの録音を公開した。

## ディスコグラフィ

### リーダー・アルバム
- New Sound From Germany Vol. 5 (1953年、Vogue)
- Hans Koller New Jazz Stars 1954 (1954年、Mod)
- Musician Of The Year 1955 (1955年、Mod) ※「Joachim Ernst Berendt Presents」という企画盤10インチ
- Jazz Wien - Berlin (1956年、Jazztone) ※ヘルムート・ブラント・コンボとのスプリット盤
- For Moderns (1957年、Harmona 3D)
- Hans Koller Plays Kovac Vol. 1 (1957年、Amadeo)
- Jazz Workshop Concert - Ruhrfestspiele 1962 (1962年、Columbia) ※with フリードリヒ・グルダ、ハーブ・ゲラー、トゥーツ・シールマンス、アック・バン・ルーイエン
- 『ジャズ・スタジオH.G.B.S. No.1』 - Jazz-Studio H.G.B.S. Number One (1962年、SABA) ※ウォルフガング・ダウナーとのスプリット盤
- Exclusiv (1963年、SABA)
- 『ZO-KO-SO』 - Zoller Koller Solal (1965年、SABA) ※with アッティラ・ゾラー、マーシャル・ソラール
- Relax With My Horns (1966年、SABA)
- Vision (1966年、SABA)
- Phoenix (1973年、MPS) ※ハンス・コラー・フリー・サウンド名義
- Kunstkopfindianer (1974年、MPS Records, BASF) ※with ウォルフガング・ダウナー
- Free Sound & Super Brass (1976年、MPS, BASF) ※with ウォルフガング・ダウナー
- For Marcel Duchamp (1977年、MPS)[注釈 1] ※ハンス・コラー・フリー・サウンド名義
- Piece For Mouth (1978年、pläne) ※with ユルゲン・ヴュヒナー、ヘルベルト・ヨーズ、ボブ・ディーゲン、クリストフ・ラウアー、トマス・クレーマー
- New York City (1979年、MPS)
- 『トリニティ』 - Trinity (1979年、L+R) ※with アッティラ・ゾラー、ローランド・ハナ
- 『マルチプル・コラー』 - Multiple Koller (1980年、L+R) ※1962年録音
- The Horses! (1980年、L+R) ※with インターナショナル・ブラス・カンパニー
- 『フェスティバル・ライヴ・イン・フランクフルト』 - Festival - Live In Frankfurt (1981年、L+R) ※with インターナショナル・ブラス・カンパニー
- Continued Talks (1982年、Sandra Music Productions)
- Out On The Rim (1991年、In+Out)
- Margret Rose (2000年、INMUS)
- Phonolith (2000年、hatOLOGY) ※ベルント・コンラート＝ハンス・コラー・ユニット名義 with ディディエ・ロックウッド
- The Hans Koller Concept (2000年、Extraplatte) ※with ポール・ウルバネク、ウォルフガング・プシュニック
- The Hans Koller Concept 2 (2002年、Extraplatte) ※with ポール・ウルバネク、ウォルフガング・プシュニック
- Jeanneret: The Lost Tapes (2004年、EmArcy) ※ハンス・コラー・フリー・サウンド名義。1978年録音
- 『ザ・K&K・トリオ・イン・ニューヨーク』 - The K & K 3 In New York (2010年、L+R) ※1979年録音 with アッティラ・ゾラー、ジョージ・ムラーツ
- Städtische Festhalle Pirmasens November 13, 1959 - Liederhalle Stuttgart September 20, 1960 (2013年、Jazzhaus)
- Big Sound Koller (2016年、Sonorama) ※1961年録音
- Nome (2017年、B.Free) ※ハンス・コラー・フリー・サウンド名義。1974年録音
- Free Sound Quintet (2021年、Jive Music) ※ハンス・コラー・フリー・サウンド名義。1971年録音

### 参加アルバム
ズート・シムズ
- Lost Tapes Baden-Baden (2014年、SWR Music) ※1958年録音